# Малая летучая лисица
Малая летучая лисица (лат. Pteropus hypomelanus) — вид животных подотряда крыланов отряда рукокрылых.

## Описание
У малой летучей лисицы длина тела колеблется от 18,3 до 24 сантиметров. Размах крыльев равен 1,21 метра, вес животного от 0,2 до 0,5 килограмма. Туловище и голова её покрыты короткой шерстью, чёрной на голове и на спинке, на животе — золотистого, кремового или белого цвета.

## Ареал
Малая летучая лисица распространена в Австралии, Папуа — Новой Гвинее, Индонезии, Малайзии, Бирме, на Филиппинах, Соломоновых и Мальдивских островах, во Вьетнаме и Таиланде. Населяют они эти территории вплоть до высот в 900 метров над уровнем моря.
Малые летучие лисицы живут сообществами — колониями, насчитывающими до 70 особей. Колонии эти обычно располагаются в мангровых зарослях, где животные могут отдыхать, повисая на ветвях. Этот вид летучих лисиц может подниматься на высоту до 30 метров. Животные стараются не отдаляться от своего места жительства. Максимальное известное расстояние улёта от сообщества — 8 километров.
Питаются малые летучие лисицы фруктами и другими плодами, зелёной листвой, корой, цветочным нектаром. Беременность длится у самок от 180 до 210 дней. После рождения детёныши ещё несколько месяцев «виснут» на матерях, несмотря на то, что способны летать уже через месяц после рождения. Продолжительность жизни этого вида летучих лисиц — до 9 лет.